# Ranuce Anguissola
Pour les articles homonymes, voir Anguissola.
Ranuce Anguissola, comte de Grassano, de ses prénoms de naissance Ranuce Charles Joseph Marie François Paul Louis Balthazar Gaspard, (Plaisance (Italie), 15 janvier 1752 - Plaisance, 31 mars 1823), est un homme politique italien, français sous le Premier Empire.

## Biographie
Ranuce Anguissola, propriétaire et membre de l'administration des hospices de la ville de Plaisance (1806), est un riche notable de sa ville natale quand il est choisi, avec quatre autres Italiens originaires d'Émilie et de Toscane, par Napoléon Ier pour faire partie du Sénat conservateur le 18 mars 1809. Il soutient la politique impériale sans se faire remarquer et siège au Sénat jusqu'à la chute du gouvernement impérial en 1814.
Président du collège électoral du département du Taro (1811), membre de la Légion d'honneur, il est créé comte de l'Empire le 29 septembre 1809.

## Titres
- Comte Anguissola de Grassano de l'Empire (lettres patentes de 20 août 1809, Schœnbrunn[1]) ;

## Armoiries
| Figure | Blasonnement |
|        | Armes du comte Anguissola de Grassano et de l'Empire Tiercé en fasce : le premier échiqueté (on trouve aussi losangé) d'argent et de sable chargé du quartier des comtes sénateurs ; le deuxième parti d'argent à la forteresse de sable et d'azur à la barre d'argent accompagnée de deux étoiles du même ; le troisième parti, d'azur à la givre (ou couleuvre) au naturel posée en pal, vomissant un enfant de même et de pourpre à la foi au naturel rebrassée à dextre d'azur à sénestre de sinople soutenant un cadenas d'or attaché à deux anneaux du même ; sur le tout, de gueules à la champagne denchée d'argent surmontée d'une branche de chène et d'une palme d'argent passées en sautoir dans un anneau d'or., - Livrées : les couleurs de l'écu, le verd dans les bordures seulement. |